# Леонардо де Деус
Леонардо де Деус (порт. Leonardo de Deus, 18 січня 1991) — бразильський плавець.
Учасник Олімпійських Ігор 2012, 2016 років.
Чемпіон світу з плавання на короткій воді 2018 року.
Призер Пантихоокеанського чемпіонату з плавання 2014, 2018 років.
Переможець Панамериканських ігор 2011, 2015, 2019 років.
Переможець Південнамериканських ігор 2010, 2014 років.